# Bengt Åkerblom
Bengt Åkerblom (2. maj 1967 – 15. oktober 1995) var en svensk ishockeyspiller. 
Bengt Åkerblom spillede halvanden sæson for Nacka HK i 1. division og spillede derefter for Djurgården Hockey, hvor kan spillede 53 kampe. Han var kendt for at være den spiller, der er blevet vist ud færrest gange i den svenske eliteserie.
Han spillede senere for Mora IK, hvor han spillede 176 kampe og scorede 40 mål.

## Dødsulykken
Bengt Åkerbolm døde under en træningskamp mod Brynäs IF. Syv minutter inde i tredje periode fulgte han tæt efter sin holdkammerat Andreas Olsson. Olsson blev hårdt taklet og kastet højt op i luften. Hans skøjte skar pulsåren og struben over på Åkerblom. Han blev straks kørt på sygehuset, men han var død ved ankomsten.
En følge af ulykken blev, at halsbeskyttelse blev gjort obligatorisk for alle ishockeyspillere i Sverige. Til minde om Bengt Åkerblom, der blev 28 år, blev Bengt Åkerbloms Mindefond oprettet. Fonden skal fremme juniorspillere i Mora IK.